# 艾瑞克·哈斯
艾瑞克·哈斯（英語：Eric Hass；1905年3月4日—1980年10月2日）是4度成為社会主义劳工党籍美国总统候選人的政治人物。

## 生平
哈斯為德國裔與丹麥裔，1905年在內布拉斯加州林肯出生。1980年10月2日在加利福尼亚州聖羅莎社區醫院死去。